# Муханов, Алексей Алексеевич

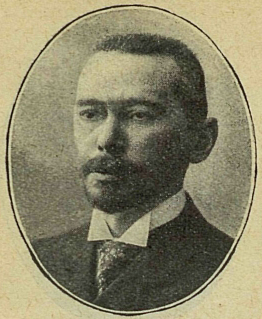
А, А. Муханов, 1906

Алексей Алексеевич Муханов (31 июля 1860, Константинополь — 29 июня 1907, Лозанна, Швейцария) — депутат Государственной думы I созыва от Черниговской губернии.

## Биография
Потомственный дворянин. Родился в семье Алексея Сергеевича Муханова (1832—1863) и Варвары Сергеевны (1838—1897), дочери князя С. П. Голицына. Окончив юридический факультет Санкт-Петербургского университета со званием кандидата прав, поступил на службу в Министерство внутренних дел по ведомству иностранных исповеданий, затем состоял чиновником особых поручений при министре графе Д. А. Толстом. Получил придворное звание камер-юнкера.
Вышел в отставку, занимался сельским хозяйством. В 1896 году избран Новозыбковским уездным предводителем дворянства, а в 1889 году - Черниговским губернским предводителем. Избран председателем Черниговского губернского земского собрания. Почётный мировой судья в Новозыбкове.
В 1904 году обратился к императору Николаю II с адрес-телеграммой о необходимости созыва народных представителей, после чего был лишен придворного звания камер-юнкера, отрешен от должности председателя губернской земской управы и не утвержден в должности губернского предводителя. В 1905 году стал членом «Союза освобождения». Депутат съезда городских и земских деятелей. Член Центрального комитета Конституционно-демократической партии, председатель её Черниговского губернского комитета. С октября 1906 товарищ председателя Петербургского городского комитета партии.
15 апреля 1906 избран в Государственную думу I созыва от общего состава выборщиков Черниговского губернского избирательного собрания. Входил в Конституционно-демократическую фракцию. Председатель аграрной комиссии. Член комиссий: по составлению адреса, финансовой. От предложения войти в состав Бюджетной комиссии отказался. Подписал законопроект «Об изменении статей 55-57 Учреждения ГД». Выступал в прениях по вопросам о неприкосновенности личности и по аграрному.
После роспуска Думы 10 июля 1906 года в г. Выборге подписал "Выборгское воззвание".
В конце 1906 начале 1907 года принимал деятельное участие в делах партии народной свободы в качестве члена Центрального комитета партии и председателя аграрной комиссии.
25 августа 1906 года около трех часов Муханов оказался случайным свидетелем покушения на П. А. Столыпина на его служебной даче на Аптекарском острове в С.-Петербурге. Три переодетых боевика эсера-максималиста вошли в помещение, двое из них были в мундирах ротмистров жандармерии, но их разоблачил один из охранников. Увидев опасность, боевики взорвали бомбы, находившиеся в портфелях. Кроме боевиков погибли еще 29 человек, большая часть дачи была разрушена, но Столыпин остался цел. Муханов, оказавшийся в этот момент в здании, рассказывал, «что не слышал звука взрыва, произведшего такое страшное опустошение в доме и убившего столько людей. В полной тишине он был сброшен со стула, не потерял сознания и, встав на ноги, больше всего поразился наступившей темнотой: это штукатурка обратилась в мельчайшую пыль, в которой дышать становилось невозможно. И лишь после этого он заметил в двух шагах от себя неподвижную фигуру церемониймейстера Воронина, спокойно остававшегося на своем месте, недоставало только головы…».
Как и против других «выборжцев», против А. А. Муханова начато следствие по статьям 129, ч. 1, п. п. 51 и 3 Уголовного Уложения по делу о воззвании. Но осуждён не был, так как 29 июня 1907 г. Алексей Алексеевич скончался от рака пищевода в Лозанне. Похоронен в семейной усыпальнице под Воскресенской церковью вместе с родителями и братом С. А. Мухановым в селе Троицкое-Кайнарджи Московского уезда (ныне в черте Балашихи Московской области).

## Семья
- Брат — Сергей (1859—?)